# Nokere Koerse de 2018
A 73.ª edição da clássica ciclista Nokere Koerse (chamado oficialmente: Danilith Nokere Koerse), foi uma carreira na Bélgica que se celebrou a 14 de março de 2018 sobre um percurso de 191,1 quilómetros com início na cidade de Deinze e final na cidade de Nokere.
A carreira fez parte do UCI Europe Tour de 2018, dentro da categoria 1.hc.
A carreira foi vencida pelo corredor holandês Fabio Jakobsen da equipa Quick-Step Floors, em segundo lugar Amaury Capiot (Sport Vlaanderen-Baloise) e em terceiro lugar Hugo Hofstetter (Cofidis).

## Equipas participantes
Tomaram parte na carreira 23 equipas: 7 de categoria UCI World Team; 13 de categoria Profissional Continental; 2 de categoria Continental. Formando assim um pelotão de 161 ciclistas dos que acabaram 119. As equipas participantes foram:
| Equipes WorldTeam (7)- BMC Racing Team - Quick-Step Floors - Lotto Soudal - Bora-Hansgrohe - Katusha-Alpecin - Sky - Team Sunweb Equipes profissionais Continentais (14)- Cofidis, Solutions Crédits - Aqua Blue Sport - Sport Vlaanderen-Baloise - Wanty-Groupe Gobert - Vérandas Willems-Crelan - Delko-Marseille Provence-KTM - CCC Sprandi Polkowice - Direct Énergie - Roompot-Nederlandse Loterij - Vital Concept - Israel Cycling Academy - Hagens Berman Axeon - UnitedHealthcare - WB-Aqua Protect-Veranclassic Equipes Continentais (2)- Cibel-Cebon - Tarteletto-Isorex |
| |

## Classificação final
- As classificações finalizaram da seguinte forma:[4]

| \| Classificação geral \| Classificação geral \| Classificação geral \| Classificação geral \| Classificação geral \| \| Ciclista \| Ciclista \| Equipe \| Tempo \| \| \| ------------------- \| ------------------- \| ---------------------------- \| ------------------- \| ------------------- \| \| 1. \| Fabio Jakobsen \| Quick-Step Floors \| 4h32m56s \| \| \| 2. \| Amaury Capiot \| Sport Vlaanderen-Baloise \| + 0s \| \| \| 3. \| Hugo Hofstetter \| Cofidis, Solutions Crédits \| + 0s \| \| \| 4. \| Roy Jans \| Cibel-Cebon \| + 0s \| \| \| 5. \| Andrew Fenn \| Aqua Blue Sport \| + 0s \| \| \| 6. \| Baptiste Planckaert \| Katusha-Alpecin \| + 0s \| \| \| 7. \| Zakkari Dempster \| Israel Cycling Academy \| + 0s \| \| \| 8. \| Sean De Bie \| Verandas Willems-Crelan \| + 0s \| \| \| 9. \| Maxime Vantomme \| WB-Aqua Protect-Veranclassic \| + 0s \| \| \| 10. \| Kamil Gradek \| CCC Sprandi Polkowice \| + 0s \| \| |                     |                              |          |
| |                     |                              |          |
| Fonte: ProCyclingStats |                     |                              |          |
| Classificação geral |                     |                              |          |
| Ciclista | Ciclista            | Equipe                       | Tempo    |
| 1. | Fabio Jakobsen      | Quick-Step Floors            | 4h32m56s |
| 2. | Amaury Capiot       | Sport Vlaanderen-Baloise     | + 0s     |
| 3. | Hugo Hofstetter     | Cofidis, Solutions Crédits   | + 0s     |
| 4. | Roy Jans            | Cibel-Cebon                  | + 0s     |
| 5. | Andrew Fenn         | Aqua Blue Sport              | + 0s     |
| 6. | Baptiste Planckaert | Katusha-Alpecin              | + 0s     |
| 7. | Zakkari Dempster    | Israel Cycling Academy       | + 0s     |
| 8. | Sean De Bie         | Verandas Willems-Crelan      | + 0s     |
| 9. | Maxime Vantomme     | WB-Aqua Protect-Veranclassic | + 0s     |
| 10. | Kamil Gradek        | CCC Sprandi Polkowice        | + 0s     |

## UCI World Ranking
A Nokere Koerse outorga pontos para o UCI Europe Tour de 2018 e o UCI World Ranking, este último para corredores das equipas nas categorias UCI World Team, Profissional Continental e Equipas Continentais. As seguintes tablan mostram o barómetro de pontuação e os 10 corredores que obtiveram mais pontos:
| Posição             | 1.ª | 2.ª | 3.ª | 4.ª | 5.ª | 6.ª | 7.ª | 8.ª | 9.ª | 10.ª | 11.ª | 12.ª | 13.ª | 14.ª | 15.ª | 16.ª-29.ª | 31.ª-40.ª |
| Classificação geral | 200 | 150 | 125 | 100 | 85  | 70  | 60  | 50  | 40  | 35   | 30   | 25   | 20   | 15   | 10   | 5         | 3         |

| 1.º  | Fabio Jakobsen      | Quick-Step Floors            | 200 |
| 2.º  | Amaury Capiot       | Sport Vlaanderen-Baloise     | 150 |
| 3.º  | Hugo Hofstetter     | Cofidis, Solutions Crédits   | 125 |
| 4.º  | Roy Jans            | Cibel-Cebon                  | 100 |
| 5.º  | Andrew Fenn         | Aqua Blue Sport              | 85  |
| 6.º  | Baptiste Planckaert | Katusha-Alpecin              | 70  |
| 7.º  | Zakkari Dempster    | Israel Cycling Academy       | 60  |
| 8.º  | Sean De Bie         | Vérandas Willems-Crelan      | 50  |
| 9.º  | Maxime Vantomme     | WB-Aqua Protect-Veranclassic | 40  |
| 10.º | Kamil Gradek        | CCC Sprandi Polkowice        | 35  |